# Кереев, Жансен
Кереев Жансен (1 января 1930, Иргиз, Актюбинской области — 2 мая 1983, Москва) — советский военачальник, генерал-лейтенант.

## Биография
Родился 1 января 1930 года в селе Иргиз Актюбинской области Казахской АССР. Во время Великой Отечественной войны работал письмоносцем. После войны переехал в Актюбинск, где окончил среднюю школу-интернат № 6 в 1950 году. Срочную службу в Советской Армии проходил на Курильских островах. По рекомендации командиров части в 1951 году был направлен на учёбу в Благовещенское пехотное училище (ныне Дальневосточное высшее общевойсковое командное училище), которое окончил в 1953 году. С 1953 по 1956 годы служил под Читой в звании лейтенанта, командовал взводом.
В 1956 году переведен по службе в Группу Советских войск в Германской Демократической Республике, где служил до 1962 года. В 1962 году получил рекомендацию для поступления в Военную академию имени М. В. Фрунзе. Окончил академию с отличием в 1965 году; его имя записано на памятной доске на стене академии. Кереев стал первым казахом, закончившим это учебное заведение.
По окончании академии получил направление в Ленинградский военный округ, где служил до 1971 года. В 1971 году поступил в Военную академию Генерального штаба Вооруженных Сил СССР, которую окончил в 1973 году. С июля[уточнить] 1973 года — командир 27-й гвардейской мотострелковой Омско-Новобугской Краснознаменной ордена Богдана Хмельницкого I степени дивизии 1-й гвардейской танковой армии (Группа советских войск в Германии), 25 апреля 1975 года Керееву был присвоено воинское звание генерал-майор. В июле[уточнить] 1975 года назначен начальником штаба — первым заместителем командующего 3-й общевойсковой армии в ГСВГ.
В 1979 году окончил Высшие академические курсы при Военной академии Генерального Штаба ВС СССР. С апреля 1979 по 1982 годы занимал должность начальника штаба — заместителя командующего и члена Военного Совета Приволжского военного округа.
В январе 1982 года был направлен во Вьетнам старшим советником штаба Вьетнамской народной армии и одновременно первым заместителем главы военного совета Министерства обороны Вьетнама.
В 1983 году, по возвращении в СССР, заболел и скончался в госпитале имени Бурденко в Москве. По настоянию Д. А. Кунаева был похоронен на Кенсайском кладбище в Алма-Ате, рядом с могилой Героя Советского Союза Бауржана Момышулы.

## Награды
В 1983 году награждён Воинским орденом Отечественной Войны I степени Социалистической Республики Вьетнам (посмертно).

## Память
Именем Кереева названа одна из улиц в Актобе. В 2000 году на привокзальной площади в Актобе был установлен памятник Керееву. Его имя носит школа в Шубаркудуке, где он учился и одна из улиц этого районного центра.